# Payton Turner
Payton Turner (geboren am 7. Januar 1999 in Houston, Texas) ist ein US-amerikanischer American-Football-Spieler auf der Position des Defensive Ends. Er spielt für die Dallas Cowboys in der National Football League. Zuvor spielte er College Football für Houston und wurde von den New Orleans Saints in der ersten Runde im NFL Draft 2021 ausgewählt.

## Frühe Jahre
Turner wuchs in Houston, Texas auf und besuchte dort die Westside High School. Dort spielte er neben American Football auch Basketball. Nach der Highschool entschied er sich, für die Houston Cougars der University of Houston College Football zu spielen.

## College
Turner spielte von 2017 bis 2020 für die Houston Cougars, bei denen er in den letzten drei Saisons der Starter war. In seiner ersten Saison spielte er in acht Spielen, dabei war er aber nur Teil der Rotation im Pass Rush. Dabei konnte er 14 Tackles und einen Sack verbuchen, außerdem konnte er eine Interception fangen. In seiner zweiten Saison wurde er zum Starter ernannt, aufgrund einer Fußverletzung endete seine Saison nach elf gespielten Spielen. In seiner letzten Saison konnte er in fünf Spielen fünf Sacks und 25 Tackles erzielen. Dafür wurde er erstmals in das Second-Team All-AAC gewählt. Verletzungsbedingt verpasste er zwei Spiele, außerdem verzichtete er freiwillig auf den New Mexico Bowl. Nach der Saison nahm er am Senior Bowl 2021 in Mobile, Alabama teil.

## NFL
Turner wurde von den New Orleans Saints in der ersten Runde mit dem 28. Pick im NFL Draft 2021 ausgewählt. Am 8. Juni 2021 unterschrieb er einen Vierjahresvertrag mit einer Teamoption für ein fünftes Jahr.
Nachdem er das erste Spiel verletzungsbedingt verpasst hatte, gab er am zweiten Spieltag gegen die Carolina Panthers sein Debüt und konnte dort direkt seinen ersten Sack erzielen. Am 11. November 2021 wurde er mit einer Schulterverletzung auf die Injured Reserve List gesetzt und verpasste die restliche Saison. Die Saints verpassten mit einer Bilanz von 9–8 knapp die Playoffs.